# アゴーラ・ホスピタリティー・グループ
株式会社アゴーラホスピタリティーグループは、東京都港区に本社を置く、宿泊事業等を行う企業である。東証スタンダード上場。旧東海観光。

## 概要
1948年さくら観光として設立、1953年に東海観光に商号変更し、ホテル高輪（1996年閉鎖）を主力に経営、三井物産の資本参加、セゾングループの資本参加を経て、1997年に香港のファー・イースト・グループの傘下となっている。2011年にアゴーラ・ホスピタリティーズ（2007年設立）を子会社化し、2012年に株式会社アゴーラ・ホスピタリティー・グループに商号変更し、その後、2021年5月に株式会社アゴーラホスピタリティーグループに商号変更した。

## 事業

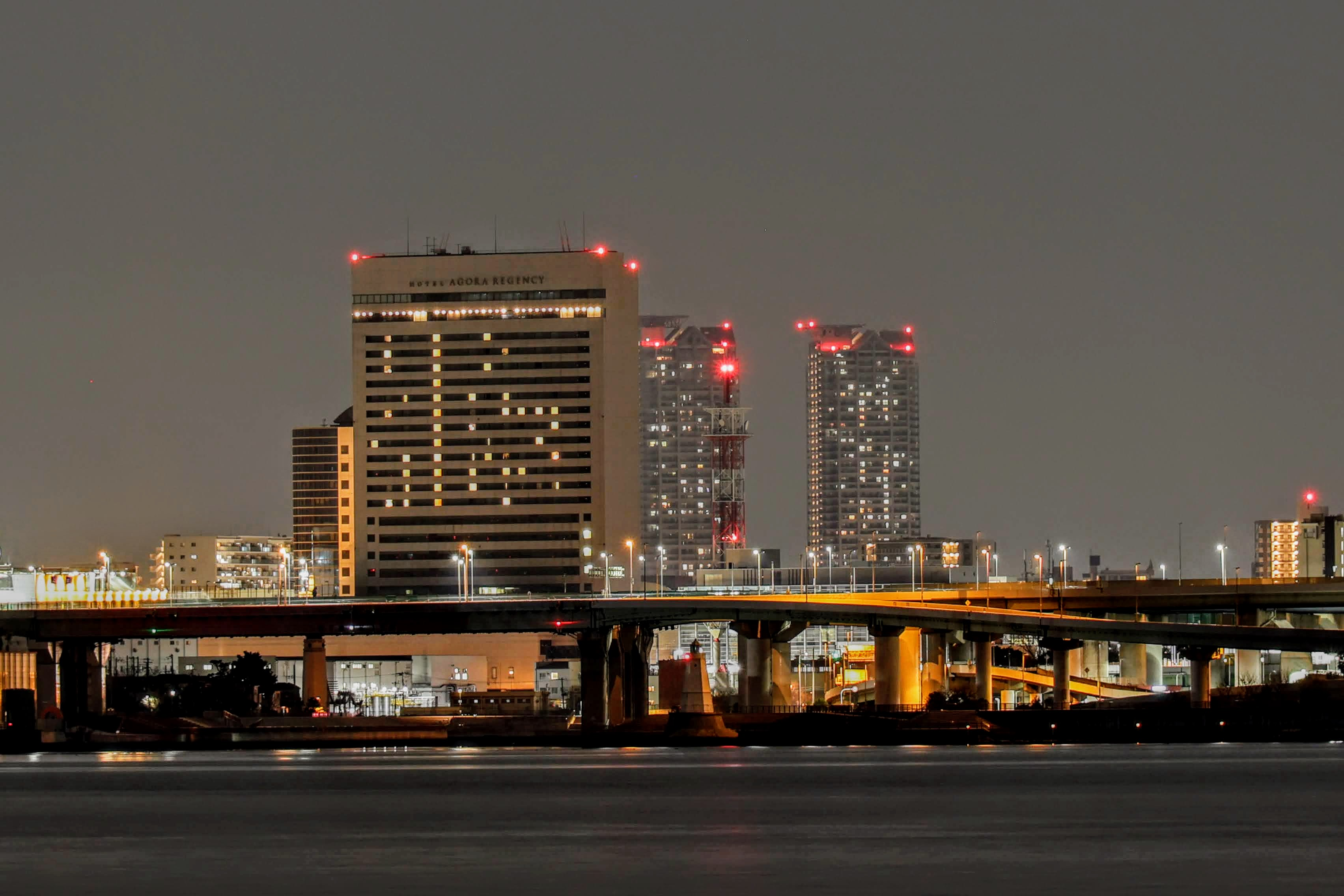
堺市西区築港新町の工業地帯付近から見たホテル・アゴーラ リージェンシー堺

- 宿泊事業 - 2025年8月現在の運営施設は下記の通り。
  - アゴーラ 東京銀座（東京都）
  - アゴーラプレイス 東京浅草（東京都）
  - ONE@Tokyo（東京都）
  - TSUKI 東京（東京都）
  - アゴーラ 京都四条（京都市）
  - アゴーラ 京都烏丸（京都市）
  - ホテル アゴーラ リージェンシー 大阪堺（大阪府堺市）
  - ホテル アゴーラ 大阪守口（大阪府守口市）
  - Garner Hotel 大阪本町駅 （大阪市中央区）
  - Garner Hotel 大阪本町御堂筋（大阪市中央区）
  - Garner Hotel 大阪本町北船場（大阪市中央区）
  - Dorsett by Agora 大阪堺（大阪府堺市）
- 過去運営していた主な施設
  - さくらホテル（1948年開業⇒閉館不詳）
  - 今井荘（今井浜温泉・1953年開業⇒1978年地震により休館⇒1986年再開⇒2023年運営終了）
  - 下田グランドホテル（1957開業⇒1987年運営終了）
  - 土肥今井荘（1962年開業⇒1997年閉館）
  - 南山荘（1963年開業⇒2016年閉館）
  - ホテル高輪（1964年開業⇒1996年閉館）
  - 野尻湖ホテルエルボスコ（旧野尻湖プリンスホテル・2008年開業⇒2019年運営終了）
  - 福岡山の上ホテル&スパ（2013年開業⇒2023年フランチャイズ契約終了）
  - 旧軽井沢ホテル（2014年開業⇒2017年運営終了）
  - 松本ホテル花月（2015年運営開始⇒2019年運営終了）
  - アゴーラ・金沢（2019年11月運営開始⇒2022年6月運営終了）
  - アゴーラプレイス 大阪難波（2019年9月運営開始⇒2025年7月運営終了）
- その他投資事業
  - 国内における不動産賃貸事業 - 南麻布二十一同業会社で「サンテラス赤坂」と「アストリア南麻布」等の不動産賃貸事業を実施していたが、2020年7月に物件信託受益権を売却し、事業終了。
  - オーストラリアにおける住宅等不動産開発事業
  - マレーシアにおける霊園事業 - ラワンメモリアルパーク
  - 証券投資事業

## 沿革
- 1948年3月 - さくら観光株式会社として設立
- 1949年5月 - 東京証券取引所市場第一部上場
- 1953年10月 - 東海観光事業株式会社と合併、東海観光株式会社に商号変更
- 1971年11月 - 三井物産株式会社と業務支援協定締結
- 1986年1月 -  セゾングループの株式会社西洋環境開発と業務提携契約締結
- 1997年6月 - ファー・イースト・コンソーシアム・インターナショナルと業務資本提携契約締結
- 2011年8月 - 株式会社アゴーラ・ホスピタリティーズを子会社化
- 2011年9月 - 株式会社アゴーラ・ホテルマネジメント大阪にて「守口ロイヤルパインズホテル」（現「ホテル アゴーラ 大阪守口」）を事業譲受
- 2012年5月 - 株式会社アゴーラ・ホスピタリティー・グループに商号変更
- 2012年7月 - アゴーラプレイス 東京浅草が開業
- 2012年10月 - 株式会社アゴーラ・ホテルマネジメント堺にてロイヤルホテルより「リーガロイヤルホテル堺」（現「ホテル アゴーラ リージェンシー 大阪堺」）を事業譲受
- 2019年4月 - TSUKI東京が開業
- 2019年9月 - アゴーラプレイス大阪難波が開業
- 2019年11月 - アゴーラ・金沢が開業[4]
- 2021年4月 - アゴーラ東京銀座が開業
- 2021年5月 - 株式会社アゴーラホスピタリティーグループに商号変更
- 2021年5月 - アゴーラ京都烏丸が開業
- 2021年7月 - アゴーラ京都四条が開業
- 2022年6月 - アゴーラ・金沢が閉館[4]
- 2022年11月 - ONE@Tokyoが開業
- 2025年1月 - Garner Hotel 大阪本町駅が開業
- 2025年1月 - Garner Hotel 大阪本町御堂筋が開業
- 2025年1月 - Garner Hotel 大阪本町北船場が開業
- 2025年3月 - Dorsett by Agora 大阪堺が開業
- 2025年7月 - アゴーラプレイス 大阪難波 運営終了

## 関係会社
連結子会社
- 株式会社アゴーラ・ホスピタリティーズ（東京都港区）
- 株式会社アゴーラ・ホテルマネジメント大阪（大阪府守口市）
- 株式会社アゴーラ・ホテルマネジメント堺（大阪府堺市堺区）
- 難波・ホテル・オペレーションズ株式会社（東京都港区）
- ギャラクシー合同会社（東京都港区）
- 南麻布二十一合同会社（東京都港区）
- バタ・インターナショナル社（Bata International Limited）（ブリティッシュバージンアイランド）
- コンセプト・アセット社（Concept Assets Limited）（ブリティッシュバージンアイランド）
- ラヤ・ハジャ社（Layar Hajat Sdn Bhd）（マレーシア クアラルンプール）
- ビューティ・スプリング・インターナショナル社（Beauty Spring International Limited.）（ブリティッシュバージンアイランド）
- スプリーム・ティーム社（Supreme Team Sdn Bhd.）（マレーシア クアラルンプール）
- ラワン・メモリアル・パーク社（Rawang Memorial Park Bhd）（マレーシア ラワン）

その他の関係会社
- ファー・イースト・グローバル・アジア・リミテッド（Far East Global Asia Limited）(ブリティッシュウェストインディーズ） - 被所有32.7%
- ファー・イースト・グローバル・アジア株式会社（東京都港区） - 被所有11.8%